# Allexton
Allexton is een civil parish in het bestuurlijke gebied Harborough, in het Engelse graafschap Leicestershire met 58 inwoners.